# Aegle marmelos
Баель, японський гіркий апельсин, дерев'яне яблуко, матум (Aegle marmelos) — єдиний вид роду баель (Aegle).

## Будова

Вид плоду баеля зсередини

Середніх розмірів дерево, до 10 м у висоту. Складні листки мають по три листочка, які від яйцеподібних до еліптичних, 4–12 × 2–6 см, з основами округлих до вузько-клиноподібних і верхівками загостреними, іноді гострими. Чашолистки ≈1 мм. Пелюстки білі, ≈1 см. Тичинки майже такої довжини, як пелюстки. Плід гладкий, зеленувато-жовтуватий з твердою задерев'янілою шкіркою. Визріває 11 місяців і може досягнути розміру грейпфрута. Шкірка наскільки міцна, що її можна відкрити лише за допомогою мачете. Всередині знаходиться волокнистий жовтий м'якуш з сильним ароматом персика та шипшини. Насіння обгорнуте прозорою клейкою речовиною, ≈8 мм.

## Поширення та середовище існування
Місцева рослина Індії, Непалу, М'янми. Тепер культивується також у південному та південно-західному Юньнані (Китай), Шрі-Ланці, Таїланді, Індонезії, Малайзії. Може вижити при широкому діапазоні температур від -7 до +48 °C. Щоб отримати плоди — необхідний сухий сезон.

## Практичне використання

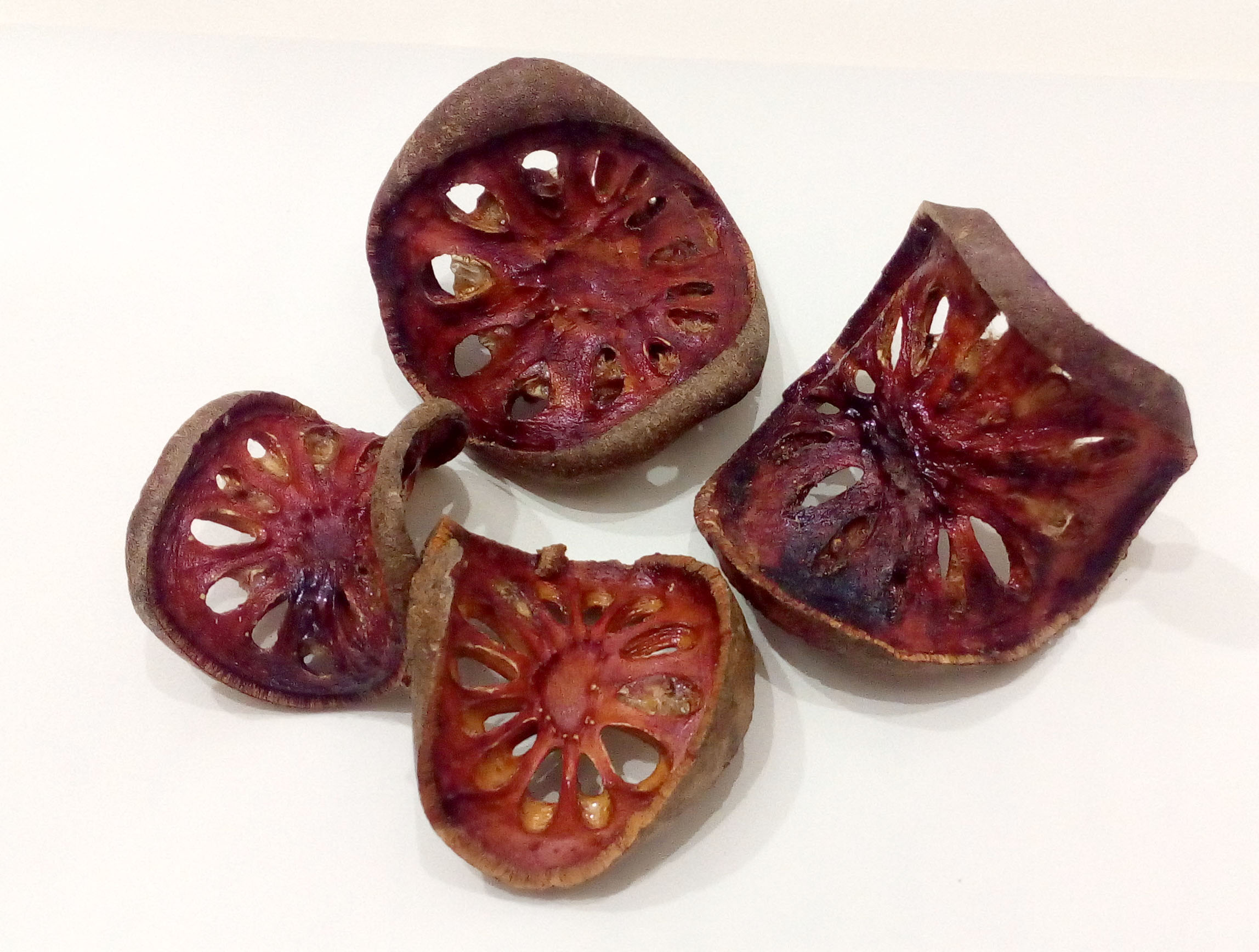
Сушений баель

Із сушених плодів рослини роблять напої, чай матум. На смак нагадує чай із шипшини. Сушені шматки продають в упаковках і на вагу. М'якуш фрукту можна їсти сирим. Він має сильний, ніби хімічний, смак, що схожий на персик.

## Баель в культурі
Трипальчастий листок баеля за віруваннями індуїстів має відношення до бога Шиви. Листя підносять богам у храмах. Древо баель вважають священним.
В Непалі дівчата ритуально одружуються з плодом баеля. За віруваннями — поки фрукт не трісне — дівчина матиме чоловіка.